# Bugatti Type 57
Bugatti Type 57 är en sportbil, tillverkad av den franska biltillverkaren Bugatti mellan 1934 och 1939.

## Type 57
I början av trettiotalet beslutade Bugatti att man skulle ersätta sina landsvägsvagnar med en enda modell. Bilen konstruerades av Jean Bugatti. Han ritade även modellens standardkarosser. Bilen hade en mindre version av tvåventilsmotorn med dubbla överliggande kamaxlar från Type 50. Chassit följde Bugattis traditioner, med stela axlar och omvänd kantileverfjädring bak.
Från 1938 infördes hydrauliska bromsar. Dessa sista vagnar kunde även levereras med Cotal-växellåda.
Tillverkningen av Type 57 och 57C uppgick till 630 exemplar.

### Type 57
Type 57 var en landsvägsvagn som ersatte de äldre Type 49 och Type 50.

### Type 57C
Type 57C ersatte den dyra Type 57S från 1938. Motorn hade försetts med kompressor för att öka prestandan.

## Type 57S
Den här sportversionen var helt nykonstruerad, jämfört med standard-57:an, med ett kortare och lägre chassi. Bakaxeln gick genom chassibalkarna, istället för som normalt under dessa. Jean Bugatti hade, trots sin fars protester, försett bilen med en enkel form av individuell framhjulupphängning. För att kunna montera motorn så lågt som möjligt i chassit, hade 57S samma motor med torrsumpsmörjning som tävlingsbilen Type 59.
Priset för en 57S var dubbelt så högt som för en standard-57:a. Trots det blev den för dyr att tillverka och ersattes från 1938 av 57C.
Tillverkningen av Type 57S uppgick till 40 exemplar.

### Type 57S
Type 57S var en snabb sportbil som ersatte Type 55. 

### Type 57SC
Type 57SC är inget officiellt Bugatti-namn, men används ofta för att beteckna de 57S som har överladdad motor. Endast två nya vagnar lämnade fabriken med kompressor. Men sedan 57C presenterats sände många kunder tillbaka sina bilar till Bugatti för att få en kompressor monterad i efterhand.

## Type 57G
Type 57G betecknar tävlingsversionen av Type 57. Den bil som vann Le Mans 24-timmars 1937 var baserad på 57S, medan Le Mans-vinnaren från 1939 baserades på efterträdaren 57C.

## Motor
| Modell | Årsmodell | Motor                   | Cylindervolym | Effekt | Bränslesystem               |
| ------ | --------- | ----------------------- | ------------- | ------ | --------------------------- |
| T57    | 1934-39   | 8-cyl radmotor DOHC 16v | 3257 cm³      | 135 hk | Enkel förgasare             |
| T57C   | 1937-39   | 8-cyl radmotor DOHC 16v | 3257 cm³      | 160 hk | Enkel förgasare, kompressor |
| T57S   | 1936-38   | 8-cyl radmotor DOHC 16v | 3257 cm³      | 170 hk | Enkel förgasare             |
| T57SC  | 1937-38   | 8-cyl radmotor DOHC 16v | 3257 cm³      | 200 hk | Enkel förgasare, kompressor |